# 伊斯梅利亚运河
伊斯梅利亚运河，原名甜水运河，是一条由数千名埃及法拉欣为建设苏伊士运河而挖掘的运河。这条运河由东向西穿过伊斯梅利亚省。
一开始挖运河的目的是为了给从提姆萨湖到苏伊士和塞得港的干旱地区提供淡水。（p. 267）运河促进了苏伊士运河沿线农业定居点的发展，对塞得港的供水尤其重要。和苏伊士运河一样，它也是由法国工程师设计的，开掘工程从1861年持续到1863年。它穿过现在已经干涸的图米拉特河支流，并入了古开罗和红海之间的古苏伊士运河的一部分。（pp. 251–257）

## 开掘
1862年2月，成千上万的工人挖掘了110万立方米的土，终于将运河连接到了提姆萨湖。淡水一到达该地区，就有更多的工人被雇佣来修建苏伊士运河。运河也允许通过渡船在狭窄的道路上运输材料和食物。

## 卡萨斯森战役
1882年8月28日，卡萨斯森战役在甜水运河附近展开。

## 英埃战争
不到100年后，运河不再提供干净的淡水，而是令人不安地受到污染。20世纪50年代，当英国士兵驻扎在该地区时，一些人把这条运河称为露天下水道。英国皇家空军人员被建议避免接触水，并被警告说运河将是逃兵的终点。从1951年10月到1952年1月，当国家、埃及、抵抗运动和英国士兵之间的战争变得特别血腥时，一些被折磨和杀害的英国士兵的遗体最终被扔进了运河。